# ۱۰۱۷ (قمری)
۱۰۱۷ (قمری)، هزار و هفدهمین سال در گاهشماری هجری قمری است. اول محرم این سال برابر با هفدهم آوریل سال ۱۶۰۸ میلادی است.

## زادگان
- محمدباقر محقق سبزواری  ، شیخ‌الاسلام و امام جمعه اصفهان در دوران صفوی

## وابسته
- سعدیان